# کارل دیتریش دیرس
کارل دیتریش دیرس (انگلیسی: Karl-Dietrich Diers؛ زادهٔ ۹ مهٔ ۱۹۵۳) دوچرخه‌سوار اهل جمهوری دمکراتیک آلمان است.